# ناحیه سانتا آنا، شهرستان دویت، ایلینوی
ناحیه سانتا آنا (به انگلیسی: Santa Anna Township) یک منطقهٔ مسکونی در ایالات متحده آمریکا است که در شهرستان دویت واقع شده‌است. ناحیه سانتا آنا ۲٬۵۰۲ نفر جمعیت دارد و ۲۲۲ متر بالاتر از سطح دریا واقع شده‌است.